# Ekstraklasa mężczyzn w tenisie stołowym 2003/2004
Ekstraklasa mężczyzn w tenisie stołowym 2003/2004 – 67. edycja rozgrywek pierwszego poziomu ligowego mężczyzn w Polsce. Brało w niej udział 10 drużyn.
Triumfatorem rozgrywek została MLKS Odra Röben Głoska Księginice, która w meczach finałowych pokonała ASTS GKS Olimpię Unia Grudziądz. Brązowy medal zdobyła ZKS ZSMP Zielona Góra.

## System rozgrywek
Rozgrywki prowadzone były z udziałem 10 drużyn i były podzielone na dwie fazy: zasadniczą i play-off.
Faza zasadnicza składa się z dwóch rund. Pierwsza runda rozgrywana jest systemem każdy z każdym. W drugiej rundzie gospodarzami spotkań w drugiej rundzie są drużyny, które w pierwszej rundzie w meczu pomiędzy tymi samymi drużynami grały na wyjazdach. Za zwycięstwo drużyny otrzymują 2 punkty, zaś za porażkę nie otrzymują punktów.
Do fazy play-off awansują 4 drużyny. W półfinałach zostaną rozegrane dwumecze. Pary zostaną ustalone na podstawie tabeli po rundzie zasadniczej (1-4, 2-3). Zwycięzcy półfinałów awansują do finału, gdzie zostanie rozegrany dwumecz, a gospodarzem pierwszego meczu będzie drużyna z niższego miejsca po fazie zasadniczej. Drużyna, która wygra finał otrzyma tytuł Drużynowego Mistrza Polski kobiet, puchar i złote medale, a zespół pokonany w finale otrzyma puchar i srebrne medale. Drużyny, które odpadły w półfinałach, otrzymają brązowe medale. Do 1. ligi spadną dwie ostatnie drużyny po fazie zasadniczej.
Każdy mecz składa się z 3-5 gier rozgrywanych kolejno na jednym stole. Mecz kończy się wraz z uzyskaniem przez jedną drużyn czterech zwycięstw. Układ gier w meczu.
| 1. gra | 2. gra | 3. gra | 4. gra | 5. gra |
| ------ | ------ | ------ | ------ | ------ |
| A–X    | B–Y    | C–Z    | A–Y    | B–X    |

## Kluby
| Klub                                            | Sezon 2002/2003 |
| ----------------------------------------------- | --------------- |
| ART Ceramika AZS KŚ Politechnika Śląska Gliwice | 6. miejsce      |
| ASTS GKS Olimpia Unia Grudziądz                 | 3. miejsce      |
| Erjot Triada Oława                              | Awans z 1. ligi |
| KS AZS Politechnika Wrocław                     | 4. miejsce      |
| LKS Pogoń Lębork                                | 5. miejsce      |
| McArthur Morliny Ostróda                        | 7. miejsce      |
| MLKS Odra Röben Głoska Księginice               | Mistrz          |
| MRKS DGT Gdańsk                                 | Awans z 1. ligi |
| SKS 40 Warszawa                                 | 8. miejsce      |
| ZKS-ZSMP Zielona Góra                           | Wicemistrz      |

## Faza zasadnicza
| Poz. | Drużyna                                         | M  | Z  | P  | Pojedynki | Punkty |
| ---- | ----------------------------------------------- | -- | -- | -- | --------- | ------ |
| 1.   | MLKS Odra Röben Głoska Księginice               | 18 | 18 | 0  | 72:8      | 36     |
| 2.   | ASTS GKS Olimpia Unia Grudziądz                 | 18 | 12 | 6  | 57:44     | 24     |
| 3.   | ZKS ZSMP Zielona Góra                           | 18 | 12 | 6  | 57:44     | 24     |
| 4.   | ART Ceramika AZS KŚ Politechnika Śląska Gliwice | 18 | 11 | 7  | 56:51     | 22     |
| 5.   | LKS Pogoń Lębork                                | 18 | 10 | 8  | 56:48     | 20     |
| 6.   | McArthur Morliny Ostróda                        | 18 | 9  | 9  | 43:51     | 18     |
| 7.   | MRKS DGT Gdańsk                                 | 18 | 7  | 11 | 41:56     | 14     |
| 8.   | SKS 40 Warszawa                                 | 18 | 6  | 12 | 35:56     | 12     |
| 9.   | KS AZS Politechnika Wrocław                     | 18 | 5  | 13 | 38:59     | 10     |
| 10.  | Erjot Triada Oława                              | 18 | 0  | 18 | 24:72     | 0      |

     Awans do półfinału
     Spadek do 1. ligi

## Play-off
|  |          |                                                 |          |                                 |                      |   |   |                                   |       |       |       |       |
|  | Półfinał | Półfinał                                        | Półfinał | Półfinał                        | Półfinał             |   |   | Finał                             | Finał | Finał | Finał | Finał |
|  | Półfinał | Półfinał                                        | Półfinał | Półfinał                        | Półfinał             |   |   | Finał                             | Finał | Finał | Finał | Finał |
|  |          |                                                 |          |                                 |                      |   |   |                                   |       |       |       |       |
|  |          |                                                 |          |                                 |                      |   |   |                                   |       |       |       |       |
|  | 1        | MLKS Odra Röben Głoska Księginice               | 4        | 4                               |                      |   |   |                                   |       |       |       |       |
|  | 1        | MLKS Odra Röben Głoska Księginice               | 4        | 4                               |                      |   |   |                                   |       |       |       |       |
|  | 4        | ART Ceramika AZS KŚ Politechnika Śląska Gliwice | 0        | 0                               |                      |   |   |                                   |       |       |       |       |
|  | 4        | ART Ceramika AZS KŚ Politechnika Śląska Gliwice | 0        | 0                               |                      |   | 1 | MLKS Odra Röben Głoska Księginice | 4     | 4     |       |       |
|  |          |                                                 |          |                                 |                      |   | 1 | MLKS Odra Röben Głoska Księginice | 4     | 4     |       |       |
|  |          |                                                 | 2        | ASTS GKS Olimpia Unia Grudziądz | 2                    | 3 |   |                                   |       |       |       |       |
|  | 2        | ASTS GKS Olimpia Unia Grudziądz                 | 2        | ASTS GKS Olimpia Unia Grudziądz | 2                    | 3 | 4 | 4                                 |       |       |       |       |
|  | 2        | ASTS GKS Olimpia Unia Grudziądz                 |          |                                 |                      |   |   |                                   |       |       |       |       |
|  | 3        | ZKS ZSMP Zielona Góra                           | 2        | 3                               |                      |   |   |                                   |       |       |       |       |
|  | 3        | ZKS ZSMP Zielona Góra                           | 2        | 3                               | Mecz o brązowy medal |   |   |                                   |       |       |       |       |
|  |          |                                                 |          |                                 |                      |   |   |                                   |       |       |       |       |
|  |          |                                                 |          |                                 |                      |   |   |                                   |       |       |       |       |
|  |          |                                                 |          |                                 |                      |   |   |                                   |       |       |       |       |
|  | 3        | ZKS ZSMP Zielona Góra                           | 0        | 4                               | 4                    |   |   |                                   |       |       |       |       |
|  | 3        | ZKS ZSMP Zielona Góra                           | 0        | 4                               | 4                    |   |   |                                   |       |       |       |       |
|  | 4        | ART Ceramika AZS KŚ Politechnika Śląska Gliwice | 4        | 2                               | 3                    |   |   |                                   |       |       |       |       |
|  | 4        | ART Ceramika AZS KŚ Politechnika Śląska Gliwice | 4        | 2                               | 3                    |   |   |                                   |       |       |       |       |

### Półfinały
| Gospodarze                                      | Wynik       | Goście                                          |
| 1. półfinał                                     | 1. półfinał | 1. półfinał                                     |
| ----------------------------------------------- | ----------- | ----------------------------------------------- |
| MLKS Odra Röben Głoska Księginice               | 4:0         | ART Ceramika AZS KŚ Politechnika Śląska Gliwice |
| ASTS GKS Olimpia Unia Grudziądz                 | 4:2         | ZKS ZSMP Zielona Góra                           |
| 2. półfinał                                     |             |                                                 |
| ART Ceramika AZS KŚ Politechnika Śląska Gliwice | 0:4         | MLKS Odra Röben Głoska Księginice               |
| ZKS ZSMP Zielona Góra                           | 3:4         | ASTS GKS Olimpia Unia Grudziądz                 |

### Mecz o 3. miejsce
| Gospodarze                                      | Wynik | Goście                                          |
| ----------------------------------------------- | ----- | ----------------------------------------------- |
| ART Ceramika AZS KŚ Politechnika Śląska Gliwice | 4:0   | ZKS ZSMP Zielona Góra                           |
| ZKS ZSMP Zielona Góra                           | 4:2   | ART Ceramika AZS KŚ Politechnika Śląska Gliwice |
| ZKS ZSMP Zielona Góra                           | 4:3   | ART Ceramika AZS KŚ Politechnika Śląska Gliwice |

### Finał
| Gospodarze                        | Wynik | Goście                            |
| --------------------------------- | ----- | --------------------------------- |
| ASTS GKS Olimpia Unia Grudziądz   | 2:4   | MLKS Odra Röben Głoska Księginice |
| MLKS Odra Röben Głoska Księginice | 4:3   | ASTS GKS Olimpia Unia Grudziądz   |

## Medaliści
| Lp. | Drużyna                           |
| --- | --------------------------------- |
| 1.  | MLKS Odra Röben Głoska Księginice |
| 2.  | ASTS GKS Olimpia Unia Grudziądz   |
| 3.  | ZKS ZSMP Zielona Góra             |